# Joan Capdevila i Méndez
Joan Capdevila i Méndez   (Tàrrega, 3 de febrer de 1978) és un exfutbolista català que jugava a la posició de lateral esquerre. Va ser internacional amb la selecció catalana i també amb la selecció espanyola, amb la qual es proclamà campió d'Europa i del Món.

## Trajectòria
Es formà a la UE Tàrrega d'on fou fitxat per a les categories inferiors del RCD Espanyol.
Debutà al primer equip el 1998 i realitzà una gran temporada, cosa que provocà que s'hi fixés l'Atlètic de Madrid, el qual pagà la seva clàusula de rescissió i el fitxà la temporada següent. El club madrileny, però, perdé la categoria i la següent temporada fou traspassat al Deportivo de la Corunya. Al club gallec jugà durant set temporades a gran nivell, fet que el portà a la selecció de futbol d'Espanya, amb la qual va disputar l'Eurocopa 2004 de Portugal. Ha estat medalla d'argent als Jocs Olímpics del 2000. També ha jugat amb la selecció catalana de futbol.
No va ser al Mundial 2006 d'Alemanya però si a l'Eurocopa 2008 d'Àustria i Suïssa quan fou titular indiscutible per a Luis Aragonés i va disputar tots els partits complets, a l'equip que es va acabar proclamant campió.
El maig de 2014, després de dues temporades al RCD Espanyol, el club va anunciar que no renovaria el seu contracte i va fitxar per NorthEast United FC de la Indian Super League, i en gener de 2015 per Koninklijke Lierse Sportkring.
Finalitzà la seva carrerra esportiva al FC Santa Coloma.
L'estadi Municipal de Tàrrega, on juga la Unió Esportiva Tàrrega porta el seu nom.

## Internacional

### Selecció catalana
El 3 de gener de 2013 va disputar amb la selecció catalana el Trofeu Catalunya Internacional 2012,  contra la selecció de Nigèria, un partit disputat a l'Estadi de Cornellà-El Prat, que va acabar en empat a 1.
El 30 de desembre de 2013 va disputar amb la selecció catalana el Trofeu Catalunya Internacional 2013, un partit contra la selecció de Cap Verd, un partit disputat a l'Estadi Olímpic Lluís Companys de Barcelona, que va acabar amb victòria de la selecció catalana per 4 gols a 1.

## Palmarès
- 1 Copa del Món de Futbol: 2010
- 1 Campionat d'Europa de futbol: 2008
- Medalla de plata als Jocs Olímpics: 2000
- 1 Copa del Rei: 2001-02
- 2 Supercopes d'Espanya: 2000 i 2002